# Plumatella angarensis
Espèce
Plumatella angarensis est l’une des 94 espèces d'Ectoprocta d'eau douce (dont 74 espèces de Phylactolaemata et 20 de Gymnolaemata), au sein de la famille des Plumatellidae.

## Dénomination
Cette espèce a été décrite par le zoologiste russe Boris Stepanovich Vinogradov (1891-1958).
Son nom de genre (Plumatella) provient du fait que, vu de près, ses polypes donnent à une colonie dense un aspect « plumeux ».
Son nom d'espèce est « angarensis ».

## Identification taxonomique
L’espèce ne peut être identifiée facilement.
Les critères d’identification sont la taille, la forme et les motifs de ses flottoblastes (statoblastes à anneau flottant) qui doivent être observés au microscope optique ou au microscope électronique.